# Gjellerupia neoguinensis
Gjellerupia neoguinensis is een hooiwagen uit de familie Zalmoxioidae.